# Liste der Baudenkmale in Waikare
Die Liste der Baudenkmale in Waikare umfasst alle vom New Zealand Historic Places Trust (NZHPT) als „Historic Place“ oder „Historic Area“ eingestuften Baudenkmale und Flächendenkmale der neuseeländischen Ortschaft Waikare. Die Angaben stammen aus dem Register des NZHPT. Die Bezeichnungen der Baudenkmale orientieren sich an diesem Register. In die Liste werden auch bekannte Wahi Tapu (Area), kulturell und religiös bedeutsame Stätten und Gebiete der Māori, aufgenommen. Sie werden jedoch meist nicht publiziert.

| Bild | Bezeichnung              | Ort     | Anschrift                    | Beschreibung                                                          | Bauzeit   | Eintrag       | Nummer | Kat. |
| ---- | ------------------------ | ------- | ---------------------------- | --------------------------------------------------------------------- | --------- | ------------- | ------ | ---- |
| BW   | Waikare Community Church | Waikare | 85 Waikare Valley Road Karte | Kirche                                                                | 1912–1913 | 26. Juni 2009 | 9280   | 2    |
|      | Hereora urupa            | Waikare | n.a.                         | Begräbnisplatz der Māori, NZ Archaeological Association Site Q05/1104 | n.a.      | 2. Juli 1994  | 6715   | WT   |
|      | Te Kapowai               | Waikare | n.a.                         | NZ Archaeological Association Site Q05/1103                           | n.a.      | 2. Juli 1994  | 6716   | WT   |
|      | Kohekohe urupa           | Waikare | n.a.                         | Begräbnisplatz der Māori, NZ Archaeological Association Site Q05/1016 | n.a.      | 2. Juli 1994  | 6717   | WT   |
|      | Totara Point             | Waikara | n.a.                         | NZ Archaeological Association Site Q05/1050                           | n.a.      | 2. Juli 1994  | 6718   | WT   |